# Pol Llonch
Pol Llonch Puyaltó (ur. 7 października 1992 w Barcelonie) – hiszpański piłkarz występujący na pozycji pomocnika w hiszpańskim klubie CF Intercity.

## Kariera klubowa
W czasach juniorskich trenował w CE Europa i CE L’Hospitalet. W latach 2014–2015 był zawodnikiem rezerw RCD Espanyol. 3 sierpnia 2015 odszedł do Girony FC. W barwach tego klubu rozegrał 11 spotkań w rozgrywkach Segunda División. 11 lipca 2016 został wypożyczony do rezerw Granady CF. W styczniu 2017 rozwiązał kontrakt z dotychczasowym klubem.

### Wisła Kraków
2 lutego 2017 dołączył do Wisły Kraków, podpisując z nią umowę obowiązującą do końca sezonu 2016/2017 z opcją przedłużenia o kolejny rok. W Ekstraklasie zadebiutował 11 lutego 2017 w domowym, wygranym 2:0 meczu 21. kolejki Ekstraklasy 2016/2017 z Koroną Kielce, pojawiając się na boisku w 69. minucie, zmieniając Mateusza Zacharę. W maju 2017 jego kontrakt został przedłużony o rok.

### Willem II Tilburg
24 maja 2018 podpisał trzyletni kontrakt z holenderskim klubem Willem II Tilburg. Zadebiutował 11 sierpnia 2018 w domowym, przegranym 0:1 meczu 1. kolejki Eredivisie 2018/2019 z VVV Venlo. Debiutanckiego gola dla holenderskiego klubu, strzelił 20 stycznia 2019 w domowym, wygranym 2:0 meczu 18. kolejki z NAC Breda. Z Tricolores niespodziewanie doszedł do finału Pucharu Holandii. Drużyna z Tilburga w finale uległa 0:4 Ajaksowi. W swoim pierwszym sezonie został wybrany najlepszym zawodnikiem klubu.

## Statystyki
| Klub                | Sezon              | Liga               | Liga    | Liga   | Puchar  | Puchar | Kontynentalne | Kontynentalne | Inne    | Inne   | Suma    | Suma   |
| Klub                | Sezon              | Rozgrywki          | Występy | Bramki | Występy | Bramki | Występy       | Bramki        | Występy | Bramki | Występy | Bramki |
| ------------------- | ------------------ | ------------------ | ------- | ------ | ------- | ------ | ------------- | ------------- | ------- | ------ | ------- | ------ |
| CE L’Hospitalet     | 2011/12            | Segunda División B | 18      | 0      | 3       | 0      | —             | —             | —       | —      | 21      | 0      |
| CE L’Hospitalet     | 2012/13            | Segunda División B | 27      | 1      | 1       | 0      | —             | —             | 6       | 0      | 34      | 1      |
| CE L’Hospitalet     | 2013/14            | Segunda División B | 34      | 1      | 0       | 0      | —             | —             | 6       | 1      | 40      | 2      |
| CE L’Hospitalet     | Łącznie            | Łącznie            | 79      | 2      | 4       | 0      | 0             | 0             | 12      | 1      | 95      | 3      |
| RCD Espanyol B      | 2014/15            | Segunda División B | 35      | 0      | —       | —      | —             | —             | —       | —      | 35      | 0      |
| Girona FC           | 2015/16            | Segunda División   | 11      | 0      | 1       | 0      | —             | —             | —       | —      | 12      | 0      |
| Granada CF B (wyp.) | 2016/17            | Segunda División B | 21      | 2      | —       | —      | —             | —             | —       | —      | 21      | 2      |
| Wisła Kraków        | 2016/17            | Ekstraklasa        | 16      | 0      | 0       | 0      | —             | —             | —       | —      | 16      | 0      |
| Wisła Kraków        | 2017/18            | Ekstraklasa        | 25      | 0      | 2       | 0      | —             | —             | —       | —      | 23      | 0      |
| Wisła Kraków        | Łącznie            | Łącznie            | 41      | 0      | 2       | 0      | 0             | 0             | 0       | 0      | 43      | 0      |
| Willem II Tilburg   | 2018/19            | Eredivisie         | 30      | 1      | 6       | 0      | —             | —             | —       | —      | 36      | 1      |
| Willem II Tilburg   | 2019/20            | Eredivisie         | 20      | 1      | 2       | 0      | —             | —             | —       | —      | 22      | 1      |
| Willem II Tilburg   | 2020/21            | Eredivisie         | 27      | 0      | 0       | 0      | —             | —             | —       | —      | 27      | 0      |
| Willem II Tilburg   | 2021/22            | Eredivisie         | 7       | 0      | 0       | 0      | 2             | 0             | —       | —      | 9       | 0      |
| Willem II Tilburg   | Łącznie            | Łącznie            | 88      | 3      | 8       | 0      | 2             | 0             | 0       | 0      | 98      | 3      |
| Łącznie w karierze  | Łącznie w karierze | Łącznie w karierze | 287     | 8      | 15      | 0      | 2             | 0             | 12      | 1      | 316     | 9      |

## Sukcesy

### Klubowe

#### Willem II Tilburg
- Finalista Pucharu Holandii (1x): 2018/2019